# Tropicana Resort & Casino
O Tropicana Resort & Casino Las Vegas ou Tropicana Las Vegas foi um hotel, cassino e resort localizado na Las Vegas Strip em Paradise, Nevada. O cassino aparece no famoso filme de espionagem 007 - Os Diamantes São Eternos e em O Poderoso Chefão.
O Tropicana foi fechado em 2 de abril de 2024, e espera-se que seja demolido em outubro do mesmo ano. O terreno abrigará o novo estádio de beisebol do Oakland Athletics (New Las Vegas Stadium), que deixa Oakland, na Califórnia e se muda para Las Vegas.